# Гаршвіне
Гаршвіне(лит. Garšvinė) — село в Литві з населенням 5 чоловік (2001), знаходиться в Ігналінському районі, за 9 км на схід від Казітішкіс. До Другої світової війни знаходилась у Польщі, Свенцянському повіті, Віленському воєводстві.